# Byblos-Schrift
Zeugnisse der sogenannten Byblos-Schrift (auch byblische Pseudo-Hieroglyphen oder Byblos-Syllabar genannt) wurden auf verschiedenen Schriftträgern wie Stein- und Bronzetafeln aus der Zeit zwischen dem 18. und dem 15. Jahrhundert v. Chr. sowie einem Siegel des 14. Jahrhunderts in Byblos (heute Libanon) gefunden. Die Inschriften wurden von Maurice Dunand von 1928 bis 1932 ausgegraben und 1945 in seinem Buch Byblia Grammata veröffentlicht.
Bis heute gibt es keine gesicherte Entzifferung und Übersetzung der Inschriften. Unter anderem aufgrund der hohen Zeichenzahl (90 bis 114 je nach Forscher) kann es sich dabei aber nicht um eine Alphabetschrift handeln, womit die „pseudohieroglyphische“ Byblos-Schrift weder strukturell noch typologisch als eine Vorläuferschrift der semitischen Alphabetschriften in Frage kommt und als ein erloschenes Schriftsystem angesehen werden muss.
Diese (pseudohieroglyphische) Byblos-Schrift darf nicht verwechselt werden mit einem im frühen 1. Jahrtausend v. Chr. in Byblos gelegentlich verwendeten eigenen Duktus der phönizischen linearalphabetischen Schrift, der sich vom phönizischen Standardalphabet nur geringfügig unterscheidet.

## Beschreibung

### Die zehn Inschriften
Die Byblos-Schrift wird normalerweise von rechts nach links geschrieben; Worttrenner werden selten benutzt. Die zehn bekannten Inschriften wurden nach der Reihenfolge ihrer Entdeckung von a bis j bezeichnet:
- Zwei rechteckige Bronzetafeln, bezeichnet als c (16 × 11 cm) und d (21 × 12 cm), mit 225 und 459 Zeichen. Beide Tafeln sind beidseitig beschrieben. Die Buchstaben wurden nicht in das Metall eingeritzt, sondern mit einem Meißel eingehämmert.

- Vier keilförmige Bronzetafeln (bezeichnet mit b, e, f und i, mit 40, 17, 48 und 84 Zeichen). Diese Tafeln haben mehr oder weniger dreieckige Form mit einem Ornament im spitzen Winkel des Dreiecks. Sie sind ungefähr 5 auf 9 Zentimeter und 1 mm dick. Ihre Funktion ist nicht bekannt, aber Dunand vermutete, dass es sich um „Beschriftungen“ handelt, zum Beispiel für Grabinschriften. Alle Tafeln wurden beidseitig beschrieben, ausgenommen Tafel e (nur eine Seite). Die Schrift wurde ziemlich nachlässig angefertigt. Der Text auf der Rückseite der Tafel f ist der einzige bekannte Text, der von links nach rechts geschrieben wurde. Die Tafeln b und i verwenden kurze vertikale Striche als Worttrenner.

Inschrift auf Bronzetafel e. Die Spitze des Keils ist abgebrochen; vier mögliche Rekonstruktionen des beschädigten, am weitesten links liegenden Buchstabens der Inschrift werden dargestellt.
- Vier Stein-Stelen: bezeichnet a, g, h und j , mit 116, 37, 7 und 13 Zeichen. Die Buchstaben sind sorgfältig ausgearbeitet, mit auffallenden Grundlinien („Monumentaler Stil“). Dunand war der Ansicht, dass die Fragmente h und j ursprünglich zum gleichen Denkmal gehörten; der chemische Aufbau des Kalksteins von beiden scheint identisch. Der Text auf Fragment g wird vertikal, in fünf Spalten geschrieben. Inschrift j zeigt vertikale Striche, die anscheinend als Worttrenner dienen.

### Verwandte Inschriften
Einzelne Buchstaben der Byblos-Schrift wurden auf vielen anderen Gegenständen wie Äxten und Tonwaren gefunden. Es wurde auch eine Tafel gefunden, die auf der Vorderseite eine phönizische Inschrift und auf der Rückseite Spuren einer Proto-Byblos-Schrift aufweist; ungefähr ein halbes Dutzend Buchstaben in Proto-Byblos-Schrift ist erkennbar. Die phönizische Inschrift auf dieser Tafel wird um das elfte Jahrhundert v. Chr. datiert. Das ist ein Hinweis darauf, dass Pseudo-Hieroglyphen länger im Gebrauch waren, als normalerweise angenommen wird.
Auch ein Bruchstück einer Monumental-Inschrift in Stein ist in Byblos gefunden worden. Die verwendete Schrift scheint eine Zwischenstufe zwischen den Pseudo-Hieroglyphen und dem neueren phönizischen Alphabet darzustellen. 21 Zeichen sind sichtbar; die meisten von ihnen sind in den Pseudo-Hieroglyphen und im phönizischen Alphabet identisch, während die wenigen restlichen Zeichen entweder Pseudo-hieroglyphisch oder phönizisch sind.

### Liste der Zeichen
Jede Zelle in der obigen Tabelle zeigt ein Zeichen (oben links), Maurice Dunands Kennziffer (unten links), seine Häufigkeit (unten rechts) und zeigt an (oben rechts), ob es auf rechteckigen Bronzetafeln (T), keilförmigen Bronzetafeln (S) oder Denkmälern (Monumenten) (M) verwendet wurde. Zeichen in unterschiedlichen Zellen können auch Schreibvarianten eines einzelnen Zeichens sein; zum Beispiel in der oberen Reihe stellen die Zeichen H6, G17 und E12 vermutlich das gleiche Zeichen dar.

### Anzahl unterschiedlicher Zeichen
Die 10 Pseudo-hieroglyphischen Inschriften enthalten zusammen 1046 Zeichen, während die Anzahl unterschiedlicher Zeichen von Maurice Dunand mit 114 angegeben wird. Nach Giovanni Garbini ist diese Zahl vermutlich zu hoch angesetzt. Dafür gibt er zwei Gründe an: Erstens enthält Dunands Zeichenliste auch schwer beschädigte Zeichen, für die es unmöglich ist, zu sagen, ob sie wirklich ein neues Zeichen darstellen. Zweitens gab es ganz offensichtlich Schreibvarianten, zum Beispiel zwischen dem „Monumental-Stil“ auf den Stelen und dem „linearen“ Stil auf den Tafeln. Nimmt man diese Varianten in Betracht, so würde sich die Gesamtzahl der Zeichen verringern.
Garbini schätzt, dass die tatsächliche Zahl der Zeichen ungefähr 90 ist. Angesichts dieser Zahl scheint es sich bei der Byblos-Schrift um eine Silbenschrift gehandelt zu haben. Jedes Zeichen wurde als Silbe ausgesprochen, normalerweise eine Kombination aus Konsonant und Vokal. Wenn die Zahl der Konsonanten zwischen 22 (wie das neuere phönizische Alphabet) und 28 war (wie Ugaritisch) und wenn die Zahl der Vokale drei war (die ursprünglichen semitischen Vokale waren a, i und u) oder vier bis sechs (wenn es ein e und o einschloss oder einen stummen Vokal), würde die Gesamtzahl der benötigten Zeichen zwischen 3×22=66 und 6×28=168 liegen, was in etwa der gefundenen Anzahl unterschiedlicher Zeichen entspricht.

## Beziehung zu anderen Schriften
Einige Zeichen, zum Beispiel , sehen aus wie leicht veränderte ägyptische Hieroglyphen, aber es gibt auch viele andere, die keine Ähnlichkeiten aufweisen. James E. Hoch vermutet, dass viele der Zeichen eher von der hieratischen Schrift des Alten Reichs abgeleitet sind als direkt von den Hieroglyphen. Es ist bekannt, dass es in Byblos schon im Jahr 2600 v. Chr. starke ägyptische Einflüsse gab: Byblos war der Hauptexporthafen für Zedernholz nach Ägypten, und infolgedessen gab es eine einflussreiche ägyptische Handelsgemeinschaft in Byblos. So ist es sehr wahrscheinlich, dass die ägyptische Schrift als Grundlage für eine neue Schrift in Byblos verwendet und um neue Laute ergänzt wurde, die die Sprache in Byblos besser ausdrücken konnte. Genauso wurde im benachbarten Ugarit einige Jahrhunderte später eine Keilschrift entworfen, die einfacher zu verwenden war als die schwierige akkadische Keilschrift.

## Versuche zur Entzifferung

### Dhorme (1946)
Das vorhandene Schriftmaterial gilt im Allgemeinen als zu gering, um eine systematische Entzifferung auf der Grundlage einer Textanalyse durchzuführen. Dennoch wurde bereits 1946, ein Jahr nachdem Dunand die Inschriften veröffentlicht hatte, ein erster Versuch von Édouard Dhorme unternommen, einem berühmten Orientalisten und ehemaligen Kryptoanalytiker. Er analysierte die kurze Inschrift auf der Rückseite einer Bronzetafel, die in einer Reihe von sieben fast gleichen Strichen endet, ähnlich wie „1111111“. Er nahm an, dass es sich um eine Zahl handelt (vermutlich „sieben“). Dhorme hingegen vermutet darin die Zahl 4×10+3=43, da vier Striche etwas größer als die anderen drei sind. Es wird vermutet, dass die Rückseite der Inschrift als Ganzes eine Datierung der Inschrift auf der Vorderseite darstellt.
Das Wort direkt vor „1111111“ besteht aus vier unterschiedlichen Zeichen: . Das erste (am weitesten rechts stehende) beschädigte, aber erkennbare Zeichen und das am weitesten links stehende Zeichen ähneln den Buchstaben b und t des neueren phönizischen Alphabetes. Dhorme deutete jetzt das vollständige Wort (b-..-..-t) als phönizisch b(a) + š(a)-n-t „Im Jahr des“, das ihm die Lautzuordnung für alle vier Zeichen ermöglichte. Diese Zeichen ersetzte er in den restlichen Inschriften und suchte nach erkennbaren Wortteilen weiterer phönizischer Wörter, um weitere Zeichen zuordnen zu können. Am Ende konnte er für 75 Zeichen Laut-Zuordnungen vorschlagen.

### Sobelman (1961)
Harvey Sobelman versuchte nicht, Lautwerte für die verschiedenen Zeichen zu finden, stattdessen versucht er, Wortgrenzen festzustellen und grammatische Muster zu ermitteln. Das Ergebnis von Daniels’ Forschungen ist, dass Sobelmans „Ergebnisse bei allen zukünftigen Arbeiten über diese Texte in Betracht gezogen werden sollten.“

### Martin (1962)
Malachi Martin kategorisierte die verschiedenen Zeichen in 27 „Klassen“. Nachdem er „Band 1“ seiner Entschlüsselungen veröffentlicht hatte, folgte keine Fortsetzung.

### Mendenhall (1985)
Im Jahr 1985 wurde ein neuer Übersetzungs-Versuch von George E. Mendenhall von der University of Michigan veröffentlicht. Viele Zeichen, die im neueren phönizischen Alphabet wieder erscheinen, wurden von Mendenhall einem ähnlichen Lautwert zugeordnet. Zum Beispiel wird das Zeichen , das im phönizischen den Wert g hat (hebräisch gimel), dem Laut ga zugeordnet. Einem Zeichen , das einer ägyptischen Hieroglyphe  mit der Bedeutung „König von Ober-Ägypten“ ähnelt, wird als „mulku“ gedeutet (semitisch für königlich; vergleiche auch hebräisch mèlekh, 'König') und dem Laut mu zugeordnet. Das letzte Beispiel veranschaulicht, dass Mendenhall weitgehend Gebrauch vom akrophonischen Prinzip macht, bei der der Lautwert eines Silbenzeichens als Ausgangston des (semitischen) Wortes für den Gegenstand angenommen wird, der durch das Zeichen bildlich dargestellt wird.
Mendenhall nahm an, dass es sich bei der Sprache um eine sehr frühe semitische Sprache handelt, aus einer Zeit, in der das (West- oder eigentlich Zentral-)Semitische noch nicht in Nordwestsemitisch (Phönizisch, Hebräisch, Aramäisch, Ugaritisch) und Südsemitisch (u. a. Arabische Sprache und Schrift) geteilt war. Er datiert die Texte spätestens auf das Jahr 2400 v. Chr.
Die Übersetzungen, die von Mendenhall vorgeschlagen werden, sind häufig unverständlich: „Adze that Yipuyu and Hagara make binding. Verily, in accordance with that which Sara and Ti.pu established we will be surety“. Ebenso: „with Miku is the pledge.“ Der Text mit den sieben Strichen '1111111' (siehe oben) wird von Mendenhall als Ehevertrag gedeutet, in dem die Striche die „Unterschriften“ von sieben Zeugen darstellen sollen.